# Lötschberg-Panoramaweg
Als Lötschberg-Panoramaweg wird die Schweizer Wanderroute 56 (eine von 65 regionalen Routen) in den Berner Alpen bezeichnet. Sie beginnt in Kiental im Schweizer Kanton Bern und führt in vier Etappen über den  Lötsche(n)pass zur Fafleralp im Kanton Wallis.
Vom Kandertal geht es durch das Gasteretal, über den unteren Teil des Lötschegletschers und auf historischem Weg (Frühbronzezeit und Römer) hinüber ins Lötschental.
Hier südlich der Rhein-Rhône-Wasserscheide und nun im Wallis führt er als aussichtsreicher Höhenweg über die Lauchernalp, Weritz- und Tellistafel, vorbei am Schwarzsee zur Fafleralp, wo die Talstraße endet und eine Busanbindung besteht (auch gebührenpflichtiger Parkplatz).

## Etappen & weitere Wege
1. Kiental – Kandersteg: 20 km, 6 1⁄2 Std.
2. Kandersteg – Selden: 11 km, 3 Std.
3. Selden – Lauchernalp: 11 km, 5 1⁄4 Std.
4. Lauchernalp – Fafleralp: 9 km, 2 1⁄2 Std.

Wenn man gegen Ende der dritten Etappe bei Stafel den oberen Rand der Lauchernalp erreicht, kann man zwischen dem Berghaus Lauchern (Übernachtungsmöglichkeit) und der Kapelle (Bild) bei Wildi schon hier talein abbiegen und somit etwas höher und aussichtsreicher über Weritzstafel nach Tellistafel gelangen. Man mündet etwas oberhalb des Gasthauses in die letzte Etappe wieder ein. Die Wegstrecke verlängert sich dadurch nicht, man hat nur etwa 100 Hm mehr zu steigen (Kulminationspunkt 2185 m ü. M.), wofür man etwa 15 Minuten mehr Zeit benötigen dürfte.

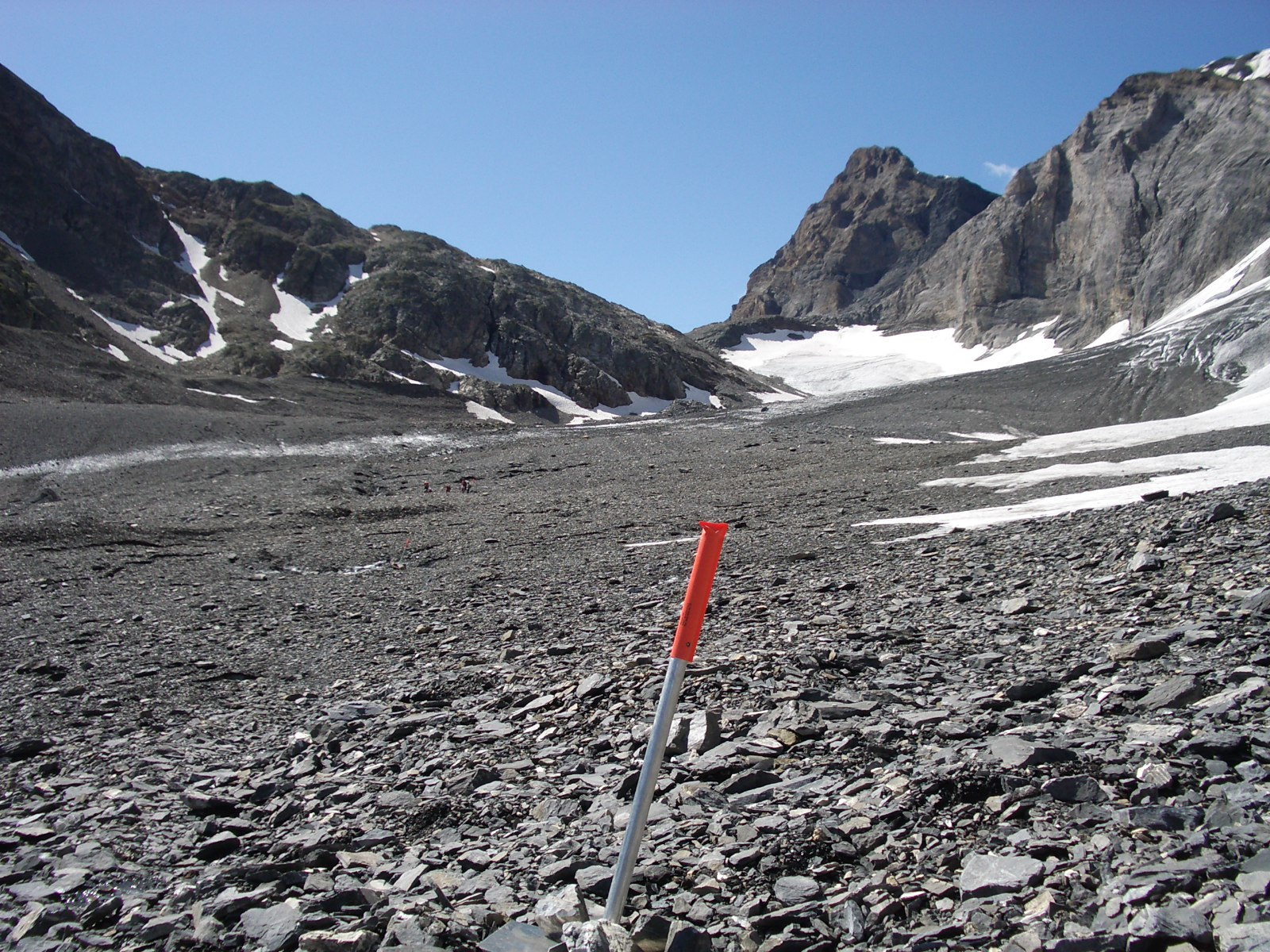
Markierter Wanderweg über den Lötschegletscher.
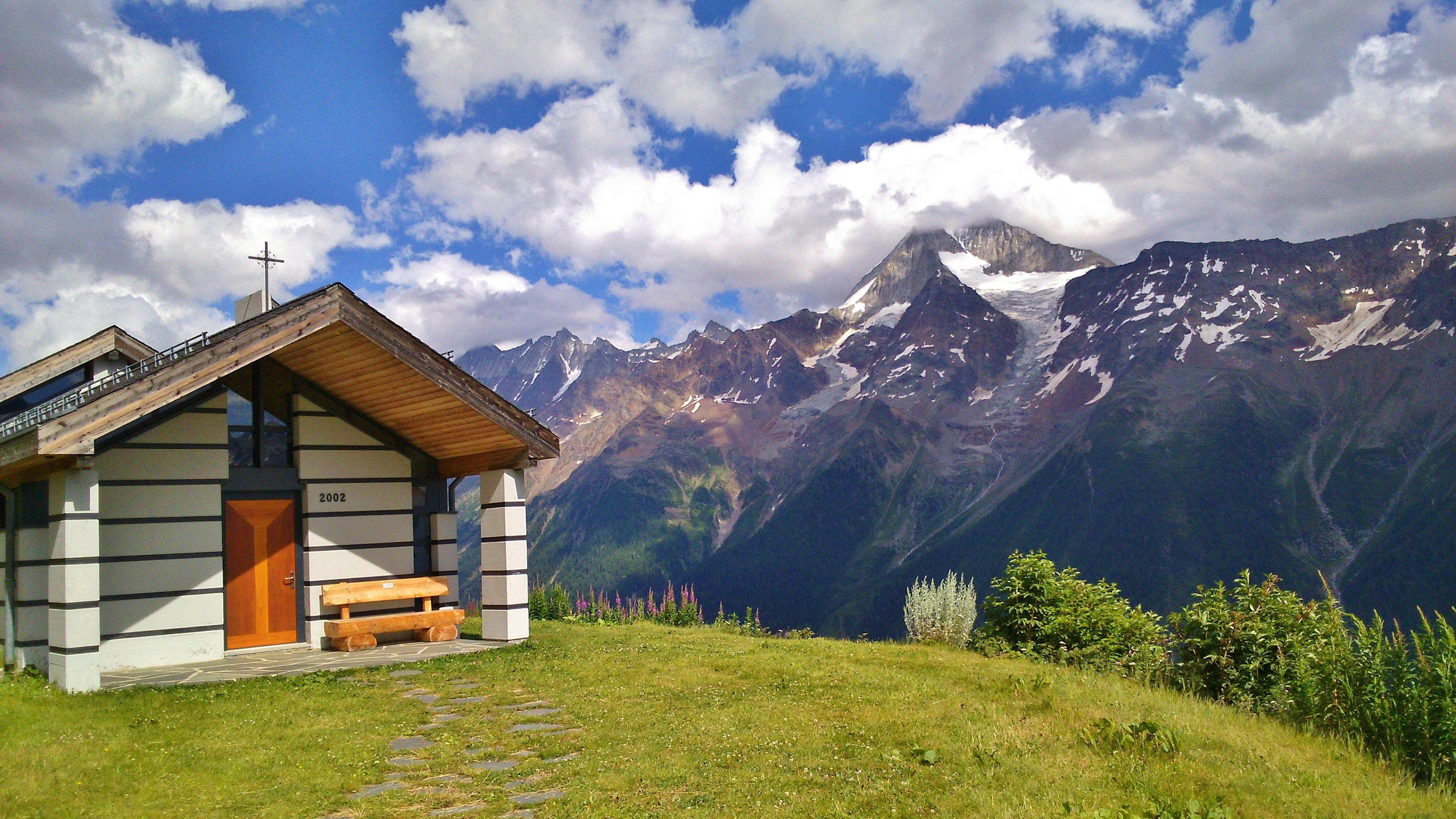
Kapelle bei Wildi, Blick talein.
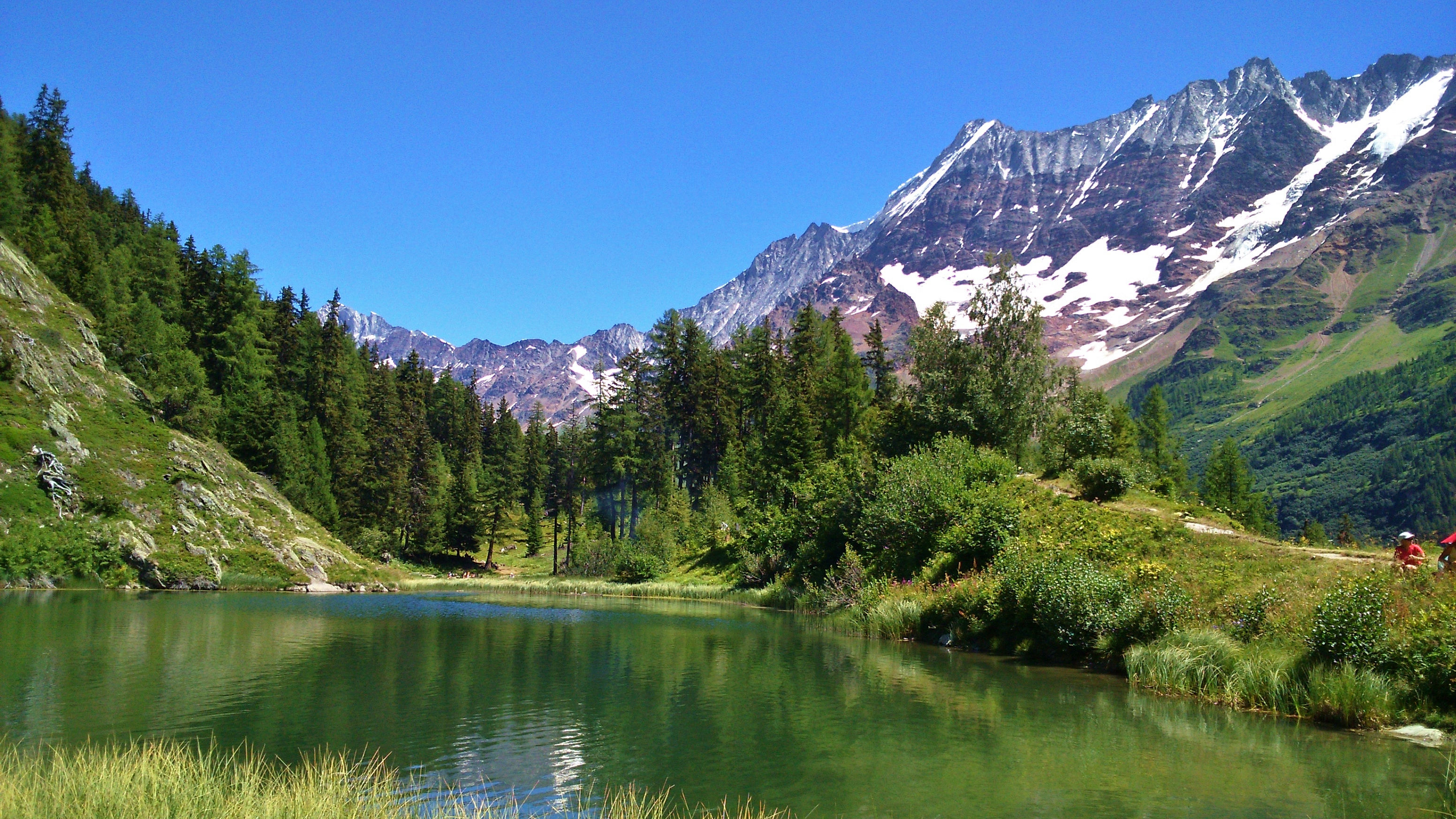
Blick über den Schwarzsee nach Osten.

Im letzten Abschnitt kommt man noch am Schwarzsee vorbei. Am Ziel startet der Fafleralp-Rundweg ins hintere Tal und in die Nähe der Gletscher.

## Nachweis
1. ↑  Alle regionalen Routen bei SchweizMobil.